# USS Cavalla (SS-244)
USS Cavalla é um submarino da Classe Gato da Marinha dos Estados Unidos. O navio recebeu o o nome de um peixe de água salgada, existente em toda a região costeira da América, de Cape Cod até a bacia do Rio da Prata. Este submarino atuou principalmente durante e a Guerra do Pacífico na  Segunda Guerra Mundial.

## História
O submarino foi lançado ao mar em novembro de 1943 e entrou em serviço em fevereiro de 1944, sendo enviado à base naval de Pearl Harbor para treinamento da tripulação e dali para as águas profundas do sul do Pacífico, nas regiões ainda sob domínio e ocupação naval japonesa.
Durante sua missão inaugural de patrulha no Mar das Filipinas, em junho de 1944, o Cavalla fez contato com uma grande força tarefa naval do Japão, seguindo-a por várias horas e transmitindo seu tamanho e localização, que se tornaram extremamente úteis para a vitória das forças americanas durante a Batalha do Mar das Filipinas, entre 19 e 20 de junho de 1944. Na tarde do dia 19, o submarino encontrou o porta-aviões inimigo Shōkaku no momento em que a tripulação do navio fazia o reabastecimento de seus aviões no convés e atacou-o com seis torpedos, acertando três, que levou ao afundamento do grande navio japonês, um veterano do ataque a Pearl Harbor.  O feito colocou o Cavalla na história da guerra do Pacífico e lhe valeu a Citação Presidencial de Unidade, feita pelo Presidente dos Estados Unidos.
Em suas missões posteriores, o submarino distinguiu-se em combates contra destróieres e navios mercantes inimigos no Mar da China e de Java. Recebeu a ordem de cessar fogo na guerra em 15 de agosto de 1945 quando se encontrava em águas japonesas e foi bombardeado por um avião inimigo pouco depois, que aparentemente não havia ainda recebido a mesma ordem de seu governo, escapando porém incólume. Dirigindo-se  à Baía de Tóquio, fez parte da frota que participou da cerimônia de Rendição do Japão em 2 de setembro de 1945, votando para os Estados Unidos em outubro, onde foi descomissionado e colocado na reserva.
Novamente no serviço ativo e com novos sistemas de radar em 1953, o Cavalla participou de experiências e exercícios da marinha, fazendo parte dos treinamentos realizados sob o comando da OTAN em águas européias nos anos 50 e começo dos anos 60.
Em janeiro de 1971, foi enviado para o museu marítimo de submarinos veteranos da Segunda Guerra, e hoje se encontra, restaurado, aberto à visitação pública no Parque SeaWolf, em Galveston, no estado do Texas.
Além da Citação Presidencial de Unidade, o Cavalla recebeu quatro estrelas de batalha em serviço durante a Guerra do Pacífico e tem a seu crédito o afundamento de cerca de 34 mil toneladas em navios inimigos.